# Оскар (кинопремия, 1935)
7-я церемония награждения кинопремии «Оскар» прошла 27 февраля 1935 года.
На этой церемонии впервые были вручены награды в номинациях «Лучший монтаж», «Лучшая песня» и «Лучший саундтрек». Вплоть до 1938 года награду за музыку к фильму получал глава музыкального департамента студии, выпустившей картину, а не композитор.

## Победители и номинанты
Список кинокартин, получивших несколько номинаций:
- 6: «Одна ночь любви»
- 5: «Весёлая разведённая», «Клеопатра», «Это случилось однажды ночью»
- 4: «Да здравствует Вилья!», «Романы Челлини», «Тонкий человек»
- 3: «Имитация жизни»
- 2: «Барретты с Уимпоул-стрит», «Белый парад», «Дорожка флирта»

Список кинокартин, получивших несколько наград:
- 5: «Это случилось однажды ночью»
- 2: «Одна ночь любви»

 Победители выделены отдельным цветом. 
| Категории                                         | Лауреаты и номинанты                                                                     |
| ------------------------------------------------- | ---------------------------------------------------------------------------------------- |
| Лучший фильм                                      | «Это случилось однажды ночью»/It Happened One Night — Columbia Pictures                  |
| Лучший фильм                                      | «Барретты с Уимпоул-стрит» /The Barretts of Wimpole Street — Metro-Goldwyn-Mayer         |
| Лучший фильм                                      | «Белый парад»/The White Parade — Jesse L. Lasky                                          |
| Лучший фильм                                      | «В дело вступает флот»/Here Comes the Navy — Warner Bros.                                |
| Лучший фильм                                      | «Весёлая разведённая»/The Gay Divorcee — RKO Radio                                       |
| Лучший фильм                                      | «Да здравствует Вилья!»/Viva Villa! — Metro-Goldwyn-Mayer                                |
| Лучший фильм                                      | «Дорожка флирта»/Flirtation Walk — First National                                        |
| Лучший фильм                                      | «Дом Ротшильдов»/The House of Rothschild — 20th Century Fox                              |
| Лучший фильм                                      | «Имитация жизни»/Imitation of Life — Universal                                           |
| Лучший фильм                                      | «Клеопатра»/Cleopatra — Paramount                                                        |
| Лучший фильм                                      | «Одна ночь любви»/One Night of Love — Columbia Pictures                                  |
| Лучший фильм                                      | «Тонкий человек»/The Thin Man — Metro-Goldwyn-Mayer                                      |
| Лучшая режиссёрская работа                        | Фрэнк Капра — «Это случилось однажды ночью»/It Happened One Night                        |
| Лучшая режиссёрская работа                        | Виктор Шерзингер — «Одна ночь любви»/One Night of Love                                   |
| Лучшая режиссёрская работа                        | В. С. Ван Дайк — «Тонкий человек»/The Thin Man                                           |
| Лучшая мужская роль                               | Кларк Гейбл — «Это случилось однажды ночью»/It Happened One Night                        |
| Лучшая мужская роль                               | Фрэнк Морган — «Романы Челлини»/The Affairs of Cellini                                   |
| Лучшая мужская роль                               | Уильям Пауэлл — «Тонкий человек»/The Thin Man                                            |
| Лучшая женская роль                               | Клодетт Кольбер — «Это случилось однажды ночью»/It Happened One Night                    |
| Лучшая женская роль                               | Бетт Дейвис — «Бремя страстей человеческих»/Of Human Bondage                             |
| Лучшая женская роль                               | Грейс Мур — «Одна ночь любви»/One Night of Love                                          |
| Лучшая женская роль                               | Норма Ширер — «Барретты с Уимпоул-стрит»/The Barretts of Wimpole Street                  |
| Лучший адаптированный сценарий                    | «Это случилось однажды ночью»/It Happened One Night — Роберт Рискин                      |
| Лучший адаптированный сценарий                    | «Да здравствует Вилья!»/Viva Villa! — Бен Хект                                           |
| Лучший адаптированный сценарий                    | «Тонкий человек»/The Thin Man — Альберт Хэккетт, Фрэнсис Гудрич                          |
| Лучший сюжет                                      | «Манхэттенская мелодрама»/Manhattan Melodrama — Артур Сезар                              |
| Лучший сюжет                                      | «Самая богатая девушка в мире»/The Richest Girl in the World — Норман Красна             |
| Лучший сюжет                                      | «Убежище»/Hide-Out — Мори Грашин                                                         |
| Лучшая музыка к фильму                            | «Одна ночь любви»/One Night of Love — Columbia Studio Sound Department                   |
| Лучшая музыка к фильму                            | «Весёлая разведённая»/The Gay Divorcee — RKO Radio Studio Music Department               |
| Лучшая музыка к фильму                            | «Потерянный патруль»/The Lost Patrol — RKO Radio Studio Music Department                 |
| Лучшая песня к фильму                             | The Continental — «Весёлая разведённая», музыка: Кон Конрад, текст: Герберт Мэгидсон     |
| Лучшая песня к фильму                             | Carioca — «Полёт в Рио», музыка: Винсент Юмэнс, текст: Эдвард Элиску и Гас Кан           |
| Лучшая песня к фильму                             | Love in Bloom — «Она меня не любит», музыка: Ральф Рейнджер, текст: Лео Робин            |
| Лучшая операторская работа                        | «Клеопатра»/Cleopatra — Виктор Милнер                                                    |
| Лучшая операторская работа                        | «Оператор 13»/Operator 13 — Джордж Фолси                                                 |
| Лучшая операторская работа                        | «Романы Челлини»/The Affairs of Cellini — Чарльз Рошер                                   |
| Лучшая работа художника-постановщика              | «Весёлая вдова»/The Merry Widow — Седрик Гиббонс, Фредрик Хоуп                           |
| Лучшая работа художника-постановщика              | «Романы Челлини»/The Affairs of Cellini — Ричард Дэй                                     |
| Лучшая работа художника-постановщика              | «Весёлая разведённая»/The Gay Divorcee — Ван Нест Полглас, Кэрролл Кларк                 |
| Лучший монтаж                                     | «Эскимос»/Eskimo — Конрад Нервиг                                                         |
| Лучший монтаж                                     | «Клеопатра»/Cleopatra — Энн Боченс                                                       |
| Лучший монтаж                                     | «Одна ночь любви»/One Night of Love — Джин Милфорд                                       |
| Лучший звук                                       | «Одна ночь любви»/One Night of Love — Джон П. Ливадари, Columbia Studio Sound Department |
| Лучший звук                                       | «Белый парад»/The White Parade — Fox Studio Sound Department                             |
| Лучший звук                                       | «Весёлая разведённая»/The Gay Divorcee — RKO Radio Studio Sound Department               |
| Лучший звук                                       | «Да здравствует Вилья!»/Viva Villa! — MGM Studio Sound Department                        |
| Лучший звук                                       | «Дорожка флирта»/Flirtation Walk — Warner Bros. Studio Sound Department                  |
| Лучший звук                                       | «Имитация жизни»/Imitation of Life — Universal Studio Sound Department                   |
| Лучший звук                                       | «Клеопатра»/Cleopatra — Paramount Studio Sound Department                                |
| Лучший звук                                       | «Романы Челлини»/The Affairs of Cellini — United Artists Studio Sound Department         |
| Лучший ассистент режиссёра                        | Джон Уотерс — «Да здравствует Вилья!»/Viva Villa!                                        |
| Лучший ассистент режиссёра                        | Скотт Бил — «Имитация жизни»/Imitation of Life                                           |
| Лучший ассистент режиссёра                        | Каллен Тэйт — «Клеопатра»/Cleopatra                                                      |
| Лучший игровой комедийный короткометражный фильм  | «Кукарача» — Pioneer Pictures                                                            |
| Лучший игровой комедийный короткометражный фильм  | «Люди в чёрном» — Джулс Уайт                                                             |
| Лучший игровой комедийный короткометражный фильм  | «Никаких мужчин!» — Warner Bros.                                                         |
| Лучший игровой новаторский короткометражный фильм | «Восковой город» — Skibo Productions                                                     |
| Лучший игровой новаторский короткометражный фильм | «Закадычные друзья» — Skibo Productions                                                  |
| Лучший игровой новаторский короткометражный фильм | «Страйки и спейры» — Пит Смит                                                            |
| Лучший анимационный короткометражный фильм        | «Черепаха и Заяц» — Уолт Дисней                                                          |
| Лучший анимационный короткометражный фильм        | «Страна Праздников» — Screen Gems                                                        |
| Лучший анимационный короткометражный фильм        | «Маленькие веселые эльфы» — Уолтер Ланц                                                  |

## Молодёжная награда Академии
- Ширли Темпл